# Каролина Светла
Каролина Светла (чеш. Karolína Světlá; наст. имя — Иоганна Роттова (чеш. Johanna Rottova), по мужу — Мужакова (чеш. Mužáková); 24 февраля 1830, Прага — 7 сентября 1899, там же) — псевдоним известной чешской писательницы-романистки; старшей сестры писательницы Софии Подлипской.
Произведения Каролины Светлы отличаются богатством фантазии, глубиной психологического анализа и художественностью изложения. Её сфера — изображение сельской народной жизни. Написала около 50 романов и повестей. Лучшие из них: «Nèkolik archůz rodinné Kroniky» (1859), «Laska k basnikowi» (1860), «Prwni Czeszka» (1861), «Na uswitie» (1865), «Rozcesti» (1866), «Wesnickà roman» (1867), «Kriz u potoka» (1868), «Zitrzenka» (1868), «Kanturczice» (1869).
Ей принадлежит ещё ряд сочинений педагогического содержания.

## Источник
- Светла, Каролина // Энциклопедический словарь Брокгауза и Ефрона : в 86 т. (82 т. и 4 доп.). — СПб., 1890—1907.
- Светлая, Каролина // Самойловка — Сигиллярии. — М. : Советская энциклопедия, 1955. — С. 231. — (Большая советская энциклопедия : [в 51 т.] /  гл. ред. Б. А. Введенский ; 1949—1958, т. 38).